# Partnerství pro otevřené vládnutí
Partnerství pro otevřené vládnutí (anglicky Open Government Partnership – OGP) je mezinárodní iniciativou administrativy USA podporující otevřenost, transparentnost a boj proti korupci. Cílem je konkrétní závazek vlád podpořit rozpočtovou transparentnost, zvýšit občanskou angažovanost, bojovat s korupcí a transformovat se ve více otevřené, efektivní a odpovědné instituce.
V současné době je do iniciativy zapojeno osm států (Brazílie, Indonésie, Mexiko, Norsko, Filipíny, Jihoafrická republika, Velká Británie a USA). Dne 12. července 2011 proběhla mezinárodní konference ve Washingtonu pořádaná americkým Ministerstvem zahraničních věcí, jejímž cílem bylo OGP představit také ostatním zemím a umožnit jim tak informované rozhodnutí o jejich případném zapojení. Iniciativa byla formálně zahájena 20. září 2011 v New Yorku za společného předsednictví USA a Brazílie, k iniciativě se v New Yorku formálně připojilo 38 zemí.
Na cestě k plnohodnotnému zapojení do OGP musí země projít těmito sedmi kroky:
1. Splnit minimální vstupní požadavky a přijmout za svá tzv. Společná očekávání OGP.
2. Vyjádřit záměr vlády zapojit se do OGP zasláním dopisu spolupředsedům iniciativy.
3. Uspořádat veřejnou diskusi o závazcích vlády a vytvořit fórum pro pravidelný kontakt zainteresovaných subjektů s veřejností.
4. Zpracovat Akční plán obsahující konkrétní závazky; s pomocí expertního mechanismu OGP identifikovat alespoň jednu výzvu v oblasti.
5. Vzájemně zkonzultovat Akční plány s ostatními státy a Řídícím výborem iniciativy.
6. Veřejně podpořit tzv. Deklaraci zásad a publikovat finální verzi Akčního plánu na portálu OGP.
7. Ve stanovené lhůtě od publikování Akčního plánu provést tzv. sebehodnocení a spolupracovat na vypracování nezávislého hodnocení dosaženého pokroku.

Česká vláda postupuje při naplňování svých závazků v rámci OGP podle akčních plánů. V letech 2014-2016 se vláda v souladu se svým akčním plánem zaměřila na zákon o státní službě, zefektivnění systému svobodného přístupu k informacím a zlepšení přístupu k otevřeným datům. Provedená opatření jsou však podle jejich hodnotitelů slabá - například neexistují sankce pro úřady, které nepublikují otevřená data, která publikovat mají.